# Jean Giono
Jean Giono (Manosque, 30 de marzo de 1895 - Ib., 9 de octubre de 1970) fue un escritor francés, cuya obra se desarrolla en gran parte en el ámbito campesino de Provenza.

## Biografía
Hijo de un zapatero de origen italiano y de una planchadora. En 1911, la mala salud de su padre y los escasos recursos económicos de la familia le obligaron a interrumpir sus estudios, iniciando una educación autodidacta.
En 1915 fue movilizado y enviado al frente a Verdún y al Mont Kemmel. Más tarde, empezó a escribir después de la lectura de los escritores clásicos (especialmente Virgilio). Después del éxito de su primera obra Colline, y al cerrar la entidad bancaria en la que trabajaba, en 1929, decide abandonar toda actividad profesional para dedicarse  exclusivamente a su obra. 
Con los acontecimientos del principio de los años 30 se implicó políticamente. Participó  por un breve periodo en la Asociación de los Escritores y Artistas Revolucionarios, de orientación comunista.
En abril de 1935, publicó Que ma joie demeure y tuvo un gran éxito, especialmente con la juventud. Durante un paseo por la montaña de Lure, Giono fue bloqueado accidentalmente en la aldea del Contadour con algunos amigos. Encantados por aquel lugar, decidieron encontrarse allí regularmente: son los futuros Encuentros del Contadour. En esa época, publicó el ensayo Les Vraies Richesses, dedicado a los colegas del Contadour.
Con las primeras señales que anunciaban la Segunda Guerra Mundial, Jean Giono redactó las súplicas pacifistas Refus d'Obéissance, Lettre aux Paysans sur la Pauvreté et la Paix, Précision y Recherche de la Pureté. La declaración de la guerra interrumpió el noveno encuentro del Contadour. Los "discípulos" esperaban la reacción de Giono, lo que fue difícil para el que había escrito "Ande solo, que su claridad le sea suficiente". 
Fue al centro de movilización de Digne pero fue arrestado el 14 de septiembre de 1939 por su pacifismo. Fue liberado y desmovilizado. Después de la Segunda Guerra Mundial, en septiembre de 1944, fue acusado de colaboración y arrestado de nuevo, aunque había proclamado su oposición al nazismo. Fue liberado en enero de 1945 sin haber sido inculpado, lo que supuso el recelo de parte de los escritores franceses (fue excluido del Comité nacional de escritores), y no fue "rehabilitado" hasta el reconocimiento con su novela Le Hussard sur le toit (sin embargo, las entrevistas de Giono Avec Jean et Taos Amrouche, 1990, dejaron de manifiesto su apoyo constante, personal y arriesgado, a la Resistencia, y su posición individualista pero solidaria frente a los nazis). 
Jean Giono murió de un infarto el 9 de octubre de 1970, y fue enterrado en Manosque.

## La temática de Jean Giono
Jean Giono fue soldado durante la Primera Guerra Mundial, pero no trata directamente este período de su vida sino en Refus d'obéissance, muchos años después de sus primeras publicaciones. Sin embargo la guerra tuvo una influencia muy fuerte a lo largo de su obra en los aspectos humanista y pacifista. Sus primeros libros tienen un estilo muy lírico, muy diferente de las obras tardías más elaboradas y narrativas, como las Crónicas novelescas (Chroniques romanesques) y el ciclo del Húsar. El personaje principal de los primeros libros es la naturaleza, mientras que en los siguientes es el hombre.
Los tres primeros libros de Jean Giono constituyen la trilogía de Pan (el dios griego Pan) : Colline, Un de Baumugnes y Regain. El dios Pan es una figura importante de los libros de Giono, y representa la naturaleza unificada en un ser único. Aunque poco aficionado a las discusiones filosóficas, Giono alude brevemente al panteísmo, y desarrolla esa idea de modo lírico en sus primeros libros. La naturaleza está presentada de una manera muy diferente de la Provenza idílica de Marcel Pagnol. Para Giono, la naturaleza es hermosa pero también cruel, destructora y purificadora: el Hombre es parte de ella, pero ella no es el Hombre. Así, en Le Hussard sur le toit, la manifestación de la naturaleza es el cólera que devasta Provenza y mata ciegamente sin preocuparse de la política que está agitando a los hombres.
Tradujo Moby-Dick, de Herman Melville en 1940, y su obra, no sólo novelesca, está recogida en varios tomos de La Pléiade (Gallimard).
Giono fue amigo de Lucien Jacques, André Gide y Jean Guéhenno, así como del suizo Ramuz, y recibió el reconocimiento de otros franceses como André Malraux o Henri Peyre.  Posteriormente, su obra fue analizada por Pierre Michon, en su libro Le roi vient quand il veut. Propos sur la littérature, Albin Michel (2007).

### Reconocimientos
Recibió, en 1929, el premio americano Brentano por Colline, y el premio Northcliffe al año siguiente por la novela Regain. Recibió también la Legión de Honor, en 1932, en el grado de Caballero; el premio del Príncipe Rainier III de Mónaco al conjunto de su obra en 1953; y la admisión, al año siguiente, en la Academia Goncourt.
El asteroide (6519) Giono fue nombrado así en su honor.

## Obra (selección)
- Colina (Colline, 1929), trad. Mercedes Rolland (Madrid: Iter Ediciones, 1970)
- Renadío (Regain, 1930), trad. Margarita Torrione (Barcelona: Lumen, 1981)
- Jean le bleu (Jean le Bleu, 1932), trad. Isabel Sancho (Tarragona: Trieste, 1980)
- La piedad solitaria (Solitude de la pitié, 1932), trad. Mercedes Villar Pons (Madrid: Emesa, 1978)
- El canto del mundo (Le Chant du monde, 1934), trad. Pere Pruna (Barcelona: Fontamara, 1979)
- Las riquezas verdaderas (Les vraies richesses, 1936), trad. Regina López Muñoz (Madrid: Errata Naturae, 2016)
- Homenaje a Melville (Pour saluer Melville, 1941), trad. Susana Lauro (Barcelona: Paidós, 2009)
- Un rey sin diversión (Un roi sans divertissement, 1947), trad. Isabel Núñez (Madrid: Impedimenta, 2011)
- El húsar en el tejado (Le Hussard sur le toit, 1951), trad. Francesc Roca (Barcelona: Anagrama, 1995)
- El niño que soñaba con el infinito (Le Petit Garçon qui avait envie d'espace, 1978), trad. Palmira Feixas (Barcelona: Duomo, 2014)
- El hombre que plantaba árboles (L'Homme qui plantait des arbres, 1983), trad. Eloy Fuente Herrero (Madrid: Altea, 1984)
- Fragmentos de un diluvio -Viajes por un tríptico- (Poesía), trad. Juan Ramón Ortega Ugena (Madrid: Vaso Roto, 2014)